# Abhisit Vejjajiva
Abhisit Vejjajiva (taj. อภิสิทธิ์ เวชชาชีวะ, wym. [ʔà.pʰí.sìt wêːt.tɕʰāː.tɕʰīː.wáʔ]; ur. 3 sierpnia 1964 w Newcastle upon Tyne) – tajski polityk, w latach 2005–2019 przewodniczący Partii Demokratycznej, w latach 2008–2011 premier Tajlandii.

## Edukacja
Abhisit urodził się w Newcastle upon Tyne w Wielkiej Brytanii. Jego rodzice byli lekarzami, a ojciec pełnił również funkcję wiceministra zdrowia. Naukę pobierał w Scaitclife School w Eton College. Następnie studiował filozofię, ekonomię i nauki polityczne na Uniwersytecie Oksfordzkim. W 1990 ukończył prawo na Uniwersytecie Ramkhamhaeng w Tajlandii.
Po zakończeniu nauki rozpoczął karierę akademicką. Początkowo przez krótki czas pracował w Królewskiej Akademii Wojskowej Chulachomklao. Następnie wykładał ekonomię na Uniwersytecie Thammasat, w najbardziej prestiżowej tajskiej uczelni.

## Kariera polityczna
Abhisit rozpoczął karierę polityczną w 1992, kiedy po raz pierwszy wszedł w skład parlamentu z listy Partii Demokratycznej (liberalna partia centrolewicowa) z okręgu stołecznego Bangkoku. Reelekcję uzyskiwał w wyborach w 1995 i w 1996. W czasie wyborów w 2001 oraz w 2005 startował z listy krajowej Partii Demokratycznej i również dostał się parlamentu.
W czasie swej działalności w parlamencie pełnił różne funkcje. Był rzecznikiem prasowym Partii Demokratycznej, rzecznikiem rządu oraz ministrem w kancelarii premiera w czasie rządów swojej partii w latach 1992–1995 oraz 1997-2001.

## Lider Partii Demokratycznej

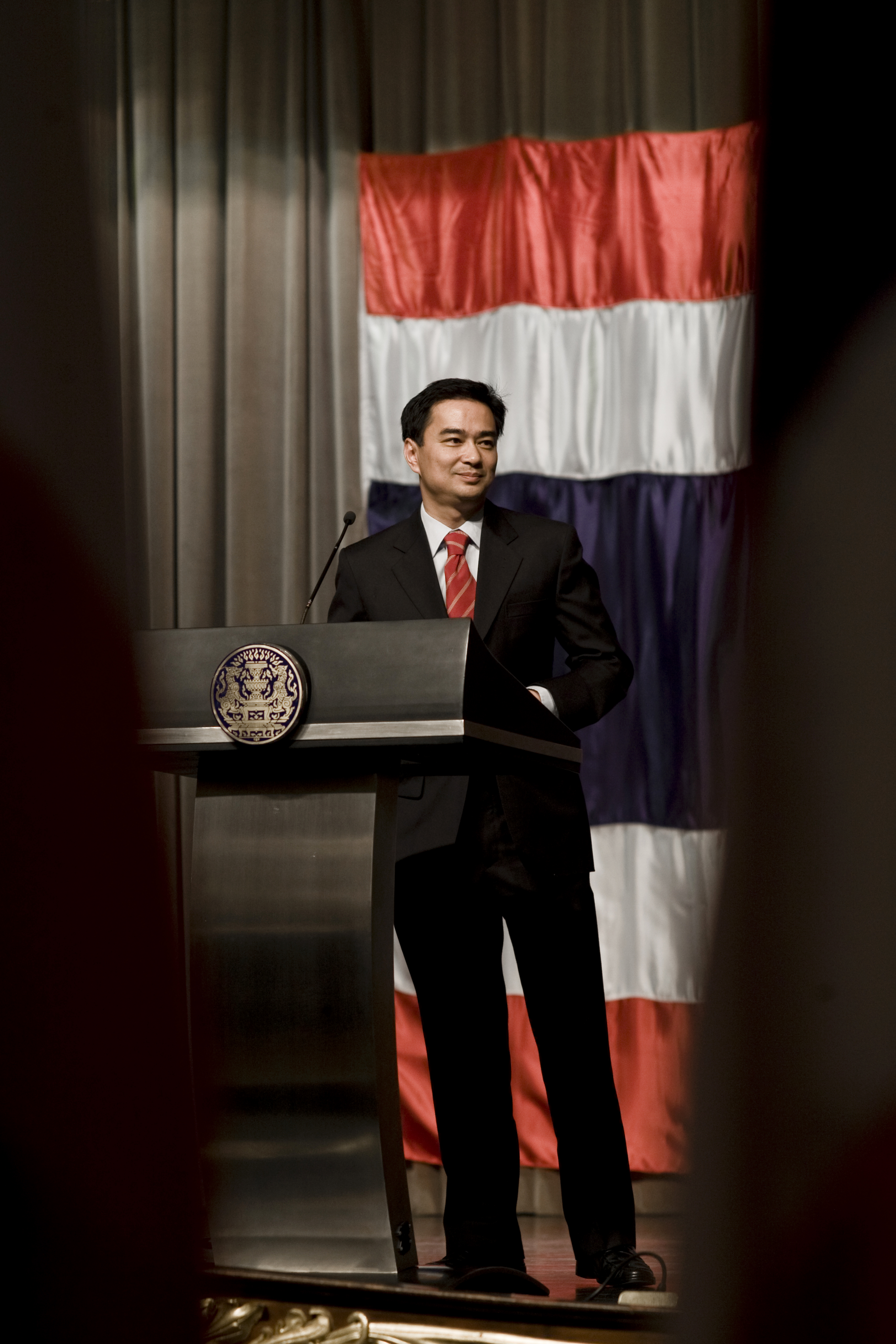
Abhisit Vejjajiva, 2009

Już w 2001 Abhisit ubiegał się o przywództwo Partii Demokratycznej. Został jednak pokonany przez politycznego weterana, Banyata Bantadtana. Jednakże Banyat doprowadził partię do klęski w wyborach w 2005 i zrezygnował ze stanowiska. Wówczas w marcu 2005 zastąpił go Abhisit.
W wyniku poważnego kryzysu politycznego w Tajlandii, premier Thaksin Shinawatra rozpisał na kwiecień 2006 wcześniejsze wybory do parlamentu. Partia Demokratyczna, będąca od 2001 główną siłą opozycyjną razem z innymi ugrupowaniami ogłosiła na znak protestu bojkot wyborów. W głosowaniu wzięła udział tylko partia premiera Shinawatry, która zdobyła 61% głosów poparcia, podczas gdy 38% głosów (9,8 mln) oddano nieważnych. Ostatecznie Sąd Konstytucyjny uznał wybory za nieważne, a premier Shinawatra zarządził ponowne głosowanie na 15 października 2006.
Do ponownych wyborów jednak nie doszło, gdyż 19 września 2005, w czasie pobytu Shinawatry na sesji Zgromadzenia Ogólnego ONZ w Nowym Jorku, stojący na czele armii generał Sonthi Boonyaratkalin dokonał zamachu stanu. Abhisit natychmiast wyraził swoje niezadowolenie i dezaprobatę wobec siłowego przejęcia władzy. Jednak nie podjął żadnych aktywnych działań.
Abhisit udzielił poparcia projektowi nowej konstytucji przygotowanemu przez wojskowe władze, określając ją mianem mniejszego zła. Konstytucja została przyjęta w ogólnokrajowym referendum 19 sierpnia 2007. 23 grudnia 2007 odbyły wybory parlamentarne w Tajlandii, w których zwycięstwo odniosła Partia Władzy Ludu, powstała na bazie rozwiązanej partii Thai Rak Thai. 28 stycznia 2008 Abhisit Vejjajiva przegrał z Samakiem Sundaravejem głosowanie w sprawie wyboru nowego szefa rządu, stosunkiem głosów 163 do 310. Partia Demokratyczna pozostała w opozycji.
Po usunięciu Sundaraveja ze stanowiska premiera Tajlandii z powodu złamania konstytucji, 17 września 2008 Vejjajiva ponownie przegrał w parlamencie wybory nowego szefa rządu. Stosunkiem głosów 163 do 298 został pokonany przez Somchaia Wongsawata z Partii Władzy Ludu.

## Premier

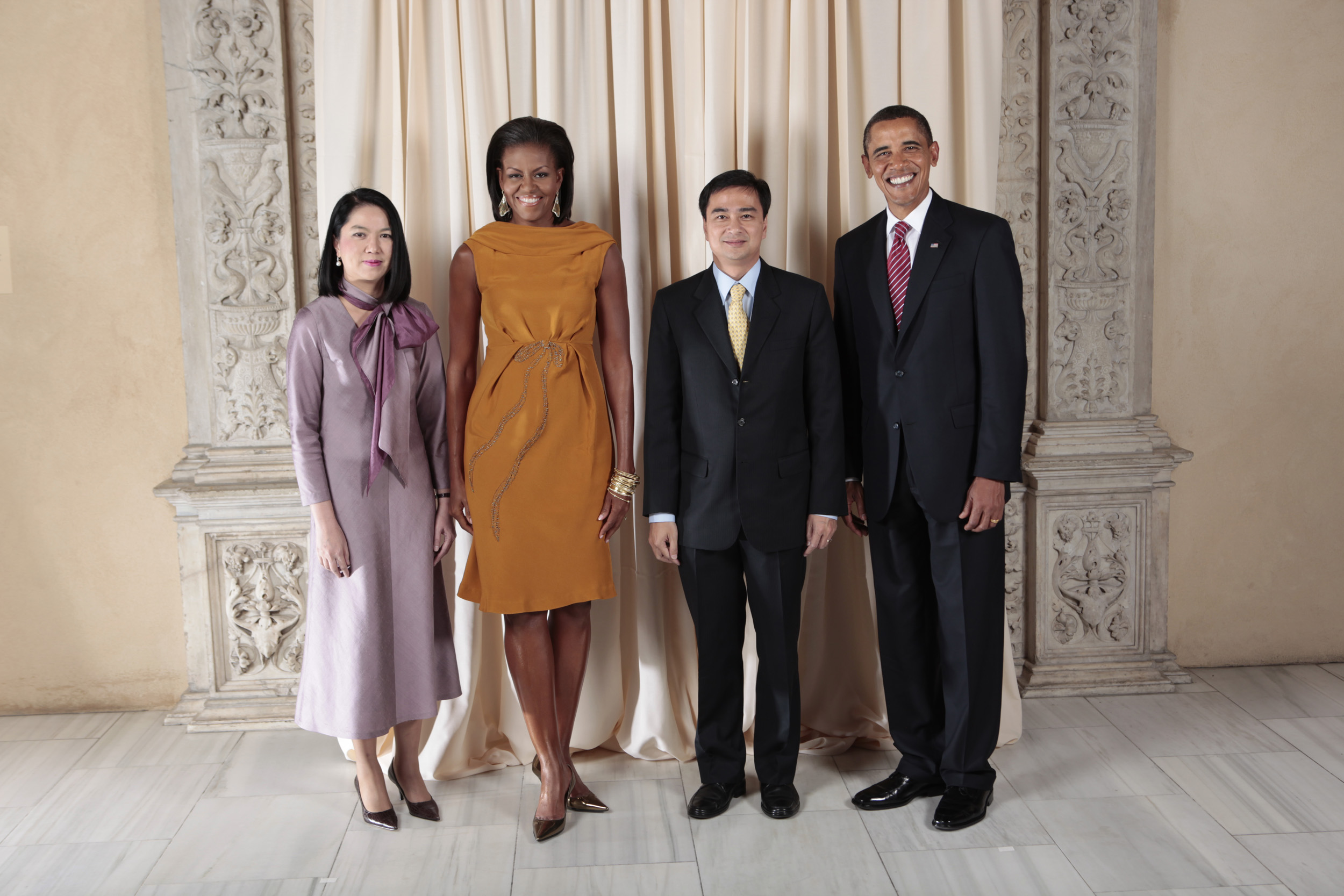
Premier Abhisit Vejjajiva z prezydentem Barackiem Obamą oraz jego małżonką, 2009

2 grudnia 2008 Sąd Konstytucyjny rozwiązał rządzącą Partię Władzy Ludu z powodu oszustw i kupowania głosów w wyborach parlamentarnych w grudniu 2007 oraz wykluczył całe jej kierownictwo, włącznie z premierem Wongsawatem, z życia politycznego na okres 5 lat ze skutkiem natychmiastowym. P.o. premiera został dotychczasowy wicepremier, Chaovarat Chanweerakul, który nie wchodził w skład władz rozwiązanej partii.
Abhisit Vejjajiva rozpoczął rozmowy z czterema partiami, dotychczasowymi koalicjantami Partii Władzy Ludu, na temat stworzenia wspólnego rządu pod jego przywództwem. 7 grudnia 2008 Vejjajiva ogłosił zawarcie porozumienia i zdobycie większości parlamentarnej dla przyszłego rządu. Oprócz czterech wspomnianych partii, Vejjajiva otrzymał również wsparcie grupy secesjonistów z Partii Władzy Ludu. Następnego dnia został ogłoszony kandydatem na stanowisko szefa rządu.
15 grudnia 2008 parlament, głosami 235 za do 198 przeciw, wybrał Abhisita Vejjajivę nowym premierem Tajlandii. W głosowaniu pokonał on kandydata For Thais Party (Partii Dla Tajów), Prachę Promnoka. 17 grudnia 2008 król Bhumibol Adulyadej mianował Vejjajivę szefem rządu.
20 grudnia 2008 Vejjajiva ogłosił skład swojego gabinetu, otrzymując jednocześnie poparcie ze strony pałacu królewskiego. 22 grudnia 2008 gabinet został zaprzysiężony przez króla.
30 grudnia 2008, mimo protestów przeciwników ze Zjednoczonego Frontu Demokracji Przeciw Dyktaturze (UDD), nowy premier wygłosił exposé.
Na początku kwietnia 2009 w Tajlandii rozpoczęły się demonstracje przeciw rządowi Abhisita Vejjajivy pod przywództwem Zjednoczonego Frontu Demokracji Przeciw Dyktaturze (UDD). UDD, składający się w większości ze zwolenników byłego premiera Thaksina Shinawatry – tzw. „czerwonych koszul”, zarzucał rządowi przejęcie władzy w sposób niedemokratyczny i bezprawny oraz domagał się rozwiązania parlamentu i przeprowadzenia nowych wyborów. 11 kwietnia 2009 w Bangkoku wybuchły walki UDD ze zwolennikami rządu i policją. Demonstranci z UDD zdołali wtargnąć na teren hotelu w Pattayi, w którym miał się odbyć 4. Szczyt Azji Wschodniej. Premier Vejjajiva musiał odwołać szczyt, a zgromadzonych już zagranicznych gości ewakuować z budynku za pomocą helikopterów. 12 kwietnia 2009 premier ogłosił wprowadzenie w Bangkoku i okolicach stanu wyjątkowego, który trwał do 24 kwietnia 2009. W kwietniowych protestach zginęły dwie osoby, a ponad 100 zostało rannych.
W marcu 2010 „czerwone koszule” ponownie rozpoczęły antyrządowe protesty w Bangkoku, domagając się ustąpienia premiera Abhisita oraz organizacji wcześniejszych wyborów parlamentarnych. W stolicy organizowali wiece i marsze ulicami miasta, rozlali zebraną przez siebie krew pod siedzibą rządu oraz opanowali handlową dzielnicę metropolii. Początkowo pokojowe protesty przybrały na sile w kwietniu 2010, po szturmie „czerwonych koszul” na siedzibę parlamentu. Do największych starć demonstrujących z policją doszło 10 kwietnia 2010, w czasie których zginęło 25 osób, a ponad 800 zostało rannych. Premier Abhisit zaproponował przeprowadzenie wcześniejszych wyborów w ciągu sześciu miesięcy, jednak liderzy UDD odrzucili tę propozycję, żądając wcześniejszego rozwiązania parlamentu. Ostatecznie protesty zostały stłumione 19 maja 2010, kiedy do obozowiska protestujących wkroczyło wojsko. W wyniku protestów śmierć poniosło ponad 90 osób.
W wyborach parlamentarnych 3 lipca 2011 Partia Demokratyczna poniosła porażkę, zdobywając 159 mandatów w 500-osobowym parlamencie. Przegrała z nowo utworzoną partią Phuea Thai na czele z Yingluck Shinawatrą, siostrą byłego premiera Thaksina Shinawatry, która zdobyła 265 mandatów. 8 sierpnia 2011 Yingluck objęła urząd premiera Tajlandii.

## Życie prywatne
Abhisit Vejjajiva jest żonaty, ma dwoje dzieci. Jego żona z zawodu jest dentystką oraz wykłada na Uniwersytecie Chulalongkorn.